# كارل لودفيغ (لاعب كرة قدم)
كارل لودفيغ (بالألمانية: Karl Ludwig)‏ (و. 1886 – 1948 م) هو لاعب كرة قدم، من ألمانيا، يلعب كلاعب وسط، توفي عن عمر يناهز 62 عاماً.

## روابط خارجية
- كارل لودفيغ على موقع قاعدة بيانات كرة القدم.إي يو (الإنجليزية)
- كارل لودفيغ على موقع بيانات كرة القدم. دي إي (الألمانية)
- كارل لودفيغ على موقع ناشيونال فوتبول تيمز (الإنجليزية)
- كارل لودفيغ على موقع عالم كرة القدم.نت (الإنجليزية)